# Billet populaire de congés annuel
Le billet populaire de congés annuels (BPCA), aussi appelé billet Lagrange ou billet de congé annuel, est un tarif social en France sur les voyages en chemin de fer, offrant une réduction annuelle de 25 % sur un aller-retour par personne pour les travailleurs lors de leurs congés payés pour un trajet de plus de 200 km. Il s'obtient en remplissant un formulaire à retourner au guichet SNCF au moins 24 h avant le départ. Il permet de prendre un aller et un retour espacé d'au maximum 61 jours.

## Historique
En France, le billet populaire de congés annuels est un billet de train dont la création a été annoncée le 30 juillet 1936 par Léo Lagrange après des négociations serrées avec les compagnies ferroviaires privées. Il fait suite à la loi instituant deux semaines de congés payés et sera très vite appelé le « billet Lagrange ».
Initialement valable 31 jours maximum, impliquant un séjour minimum de 5 jours au point de destination, il permettra au bénéficiaire ainsi qu'à sa famille d'obtenir 40 % de réduction sur le prix du billet normal aller et retour (demi-tarif pour les enfants de 3 à 7 ans). En même temps, est créé, pour les départs en groupe de plus de 10 personnes, un billet collectif avec 50 % de réduction.
Dès 1937, le billet congé annuel sera modifié afin d'apporter quelques améliorations. La femme salariée sera reconnue comme chef de famille si son mari est chômeur ou retraité. Elle pourra ainsi obtenir la réduction pour elle, son conjoint et ses enfants. Les travailleurs étrangers auront également les mêmes droits. Les restrictions d'utilisation de la première année (billet accepté sur tous les trains tous les jours sauf les 14, 15, 16, 29, 30, 31 août, ainsi que les 29 et 30 septembre) seront supprimées.
Ces billets de congé annuel permettront d'emprunter des trains spéciaux sur l'aller et le retour comme le Paris-Toulouse (150 francs), le Paris-Saint-Raphaël (165 francs), le Paris-Nice (175 francs). Des croisières de 15 jours seront créées pour l'occasion : Corse, Alger, Barcelone (575 francs).

## Utilisation
Dès 1936, 600 000 billets sont vendus, puis 1,8 million en 1937.
Ce billet est toujours commercialisé par la SNCF et se dénomme désormais « billet de congé annuel ». Il permet de bénéficier d'une réduction annuelle de 25 % (la réduction de 50 % si le billet est payé en chèques-vacances n'existe plus depuis le 1er janvier 2023) pour un voyage aller-retour d'au moins 200 km en tout. Toutefois, il est désormais critiqué car la procédure pour obtenir les billets est restée la même depuis son invention alors que les autres billets peuvent désormais être achetés en ligne.